# Maîche
Maîche (prononcé [mɛʃ ]) est une commune française située dans le département du Doubs, la région culturelle et historique de Franche-Comté et la région administrative Bourgogne-Franche-Comté. Elle est le chef-lieu du canton de Maîche et de la communauté de communes du pays de Maîche. Sa population s'élevait en 2022 à 4 233 habitants appelés Maîchois et Maîchoises.
Située à mi-chemin entre Montbéliard et Morteau et à une dizaine de kilomètres de la frontière franco-suisse, Maîche est une petite ville de moyenne montagne du massif du Jura intégrée au parc naturel régional du Doubs Horloger.

## Géographie

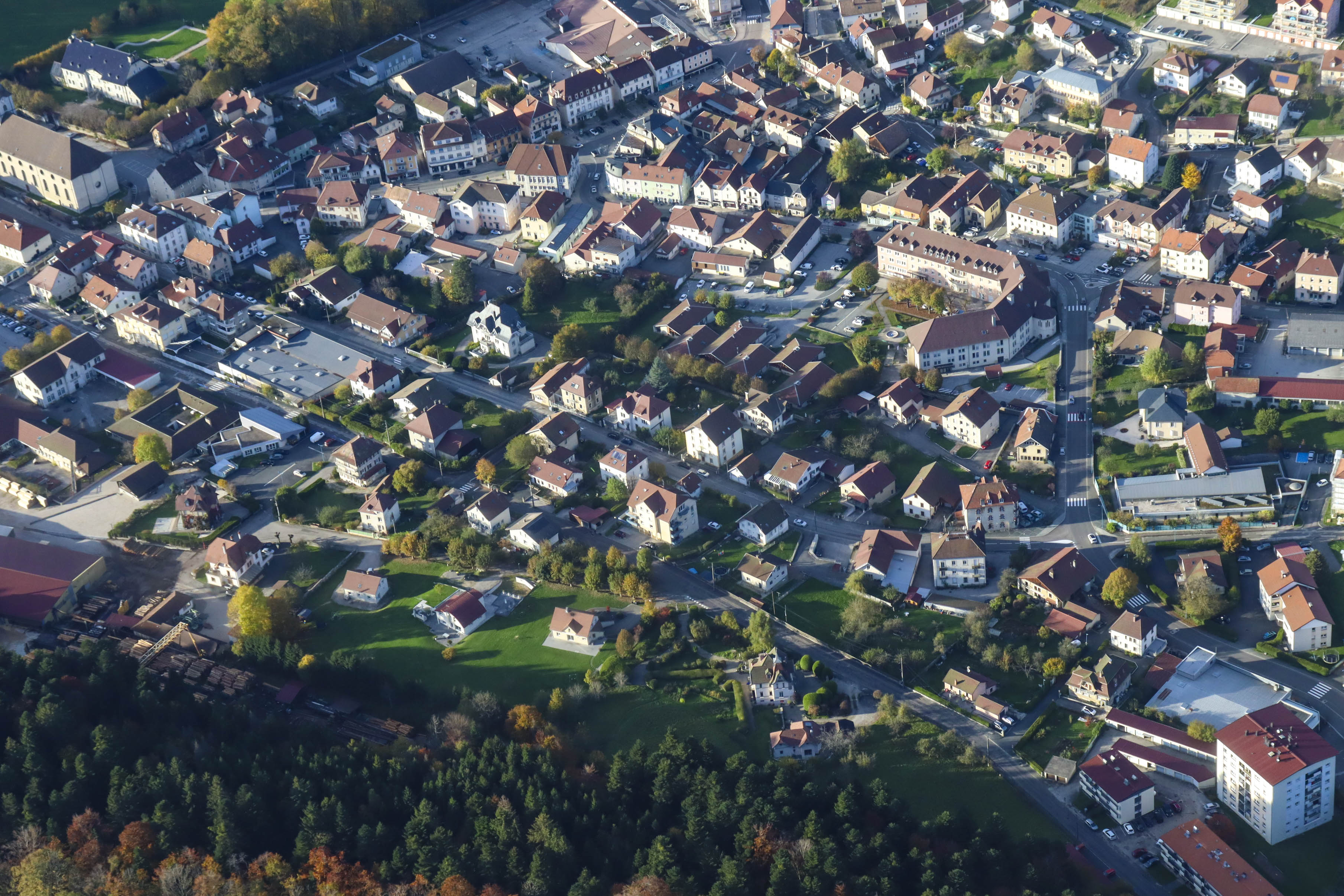
Vue aérienne du centre-ville.

### Situation
La commune de Maîche est située en Franche-Comté, dans l'est du département du Doubs, à 58,6 kilomètres à vol d'oiseau à l'est de Besançon, à 28,8 kilomètres à vol d'oiseau au sud de Montbéliard, et à 51,4 kilomètres à vol d'oiseau au nord-est de Pontarlier. Elle se situe à proximité de la frontière franco-suisse, distante d'une dizaine de kilomètres à vol d'oiseau, les villes suisses les plus proches étant Saignelégier (15 km), La Chaux-de-Fonds (17 km) et Le Locle (22 km).

Le territoire communal est limitrophe de dix autres communes.

### Géologie, relief et hydrographie
Maîche se trouve au centre d'un petit plateau du massif du Jura auquel il a donné son nom, le plateau de Maîche, connu aussi sous la dénomination de plateau de Maîche-Le Russey. Le plateau de Maîche est un plateau calcaire de moyenne montagne dont l'altitude varie entre 700 et 1 000 mètres environ.
L'altitude minimale de la commune est de 729 mètres au lieu-dit la Rasse et l'altitude maximale est de 981 mètres au point de vue du Le Faux Verger. Plusieurs collines entourent la ville, telles que le Montjoie qui culmine à 909 mètres, le mont Miroir (982 mètres), la Roche de Ruan (930 mètres) et la colline du Vieux Château (837 mètres). La mairie se trouve à une altitude de 785 mètres. Il n'y a aucun cours d'eau traversant la commune mais deux petits plans d'eau, l'un appelé Étang de Goule sur les pentes de la colline de Montjoie et l'autre se situant au lieu-dit la Rasse.

### Climat
Pour des articles plus généraux, voir Climat de la Bourgogne-Franche-Comté et Climat du Doubs.
En 2010, le climat de la commune est de type climat de montagne, selon une étude du Centre national de la recherche scientifique s'appuyant sur une série de données couvrant la période 1971-2000. En 2020, Météo-France publie une typologie des climats de la France métropolitaine dans laquelle la commune est exposée à un climat de montagne ou de marges de montagne et est dans la région climatique Jura, caractérisée par une forte pluviométrie en toutes saisons (1 000 à 1 500 mm/an), des hivers rigoureux et un ensoleillement médiocre.
Pour la période 1971-2000, la température annuelle moyenne est de 7,5 °C, avec une amplitude thermique annuelle de 16,6 °C. Le cumul annuel moyen de précipitations est de 1 513 mm, avec 12,8 jours de précipitations en janvier et 11,4 jours en juillet. Pour la période 1991-2020, la température moyenne annuelle observée sur la station météorologique installée sur la commune est de 7,7 °C et le cumul annuel moyen de précipitations est de 1 433,0 mm. 
La température maximale relevée sur cette station est de 34,9 °C, atteinte le 25 juillet 2019 ; la température minimale est de −26,8 °C, atteinte le 1er mars 2005,,.
| Mois                                  | jan.           | fév.           | mars           | avril          | mai           | juin          | jui.          | août            | sep.            | oct.           | nov.           | déc.           | année      |
| ------------------------------------- | -------------- | -------------- | -------------- | -------------- | ------------- | ------------- | ------------- | --------------- | --------------- | -------------- | -------------- | -------------- | ---------- |
| Température minimale moyenne (°C)     | −4,3           | −4,5           | −1,7           | 1,2            | 5,1           | 8,7           | 10,5          | 10,2            | 6,8             | 3,7            | −0,7           | −3,4           | 2,6        |
| Température moyenne (°C)              | −0,1           | 0,2            | 3,3            | 6,8            | 10,7          | 14,4          | 16,3          | 16              | 12,1            | 8,8            | 3,7            | 0,6            | 7,7        |
| Température maximale moyenne (°C)     | 4,1            | 4,8            | 8,4            | 12,4           | 16,2          | 20,1          | 22            | 21,8            | 17,4            | 13,9           | 8,1            | 4,7            | 12,8       |
| Record de froid (°C) date du record   | −24,1 25.01.00 | −26,3 01.02.03 | −26,8 01.03.05 | −15,3 10.04.05 | −5,1 06.05.19 | −2 03.06.06   | 2 17.07.00    | −0,4 29.08.1998 | −3,1 30.09.1995 | −14,7 25.10.03 | −20,2 27.11.10 | −25,2 24.12.01 | −26,8 2005 |
| Record de chaleur (°C) date du record | 21 30.01.02    | 20,1 24.02.21  | 22,1 31.03.21  | 25,6 28.04.12  | 29,9 20.05.22 | 33,8 26.06.19 | 34,9 25.07.19 | 34,9 24.08.23   | 29,7 11.09.23   | 28,6 07.10.09  | 21,9 08.11.15  | 17,8 20.12.15  | 34,9 2023  |
| Précipitations (mm)                   | 111,7          | 97,4           | 101,8          | 105,1          | 141,5         | 118,4         | 133,3         | 132,7           | 116,9           | 123,9          | 115,8          | 134,5          | 1 433      |

| Diagramme climatique                                  |             |              |              |              |              |             |               |              |              |              |              |
| J                                                     | F           | M            | A            | M            | J            | J           | A             | S            | O            | N            | D            |
| 4,1−4,3111,7                                          | 4,8−4,597,4 | 8,4−1,7101,8 | 12,41,2105,1 | 16,25,1141,5 | 20,18,7118,4 | 2210,5133,3 | 21,810,2132,7 | 17,46,8116,9 | 13,93,7123,9 | 8,1−0,7115,8 | 4,7−3,4134,5 |
| Moyennes : • Temp. maxi et mini °C • Précipitation mm |             |              |              |              |              |             |               |              |              |              |              |

Les paramètres climatiques de la commune ont été estimés pour le milieu du siècle (2041-2070) selon différents scénarios d'émission de gaz à effet de serre à partir des nouvelles projections climatiques de référence DRIAS-2020. Ils sont consultables sur un site dédié publié par Météo-France en novembre 2022.

## Urbanisme

### Typologie
Au 1er janvier 2024, Maîche est catégorisée bourg rural, selon la nouvelle grille communale de densité à 7 niveaux définie par l'Insee en 2022.
Elle appartient à l'unité urbaine de Maîche, une agglomération intra-départementale dont elle est ville-centre,. Par ailleurs la commune fait partie de l'aire d'attraction de Maîche, dont elle est la commune-centre,. Cette aire, qui regroupe 23 communes, est catégorisée dans les aires de moins de 50 000 habitants,.

### Occupation des sols
L'occupation des sols de la commune, telle qu'elle ressort de la base de données européenne d’occupation biophysique des sols Corine Land Cover (CLC), est marquée par l'importance des territoires agricoles (58,9 % en 2018), en diminution par rapport à 1990 (61 %). La répartition détaillée en 2018 est la suivante : 
prairies (29,7 %), zones agricoles hétérogènes (29,2 %), forêts (26,4 %), zones urbanisées (13,2 %), espaces verts artificialisés, non agricoles (1,5 %). L'évolution de l’occupation des sols de la commune et de ses infrastructures peut être observée sur les différentes représentations cartographiques du territoire : la carte de Cassini (XVIIIe siècle), la carte d'état-major (1820-1866) et les cartes ou photos aériennes de l'IGN pour la période actuelle (1950 à aujourd'hui).

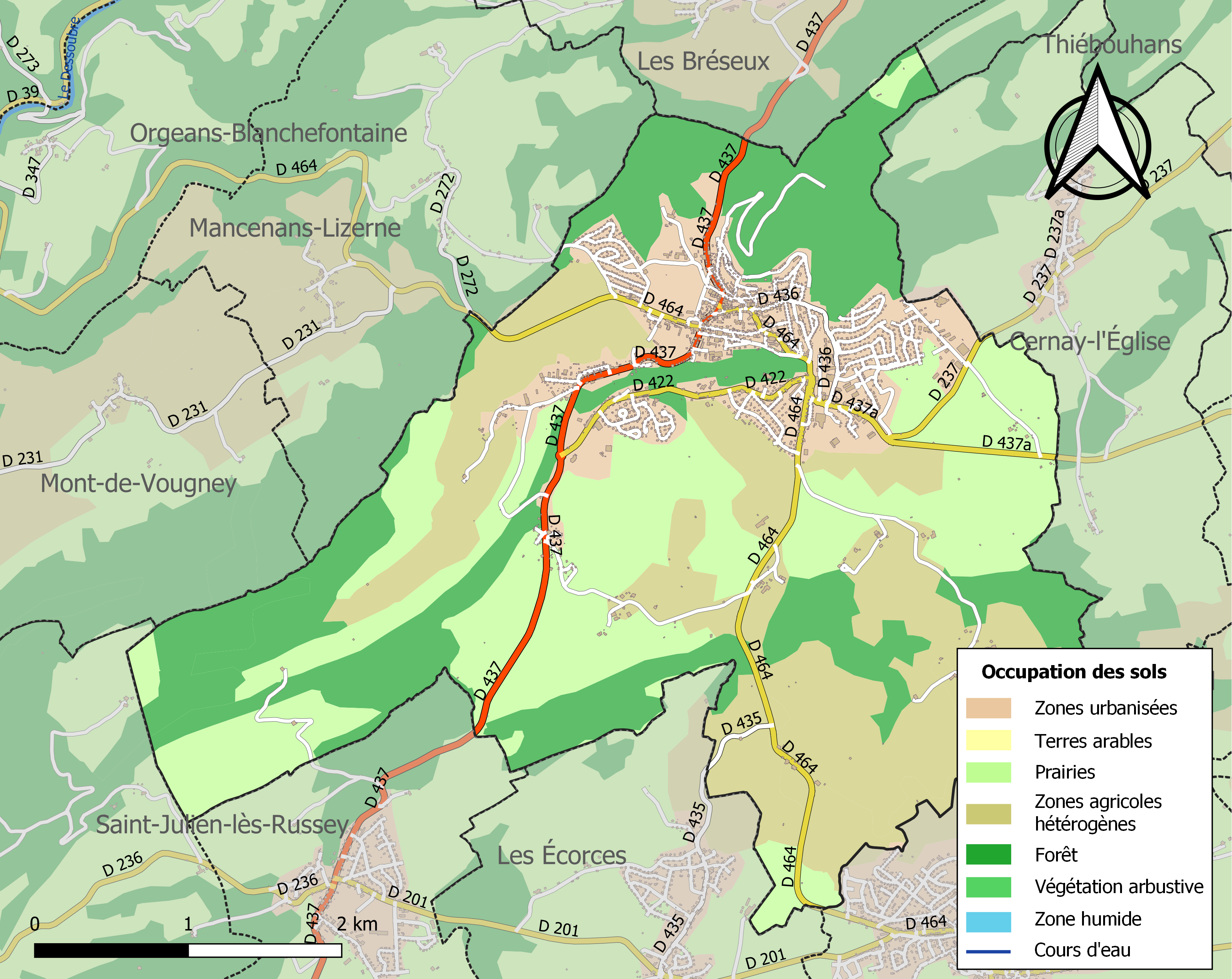
Carte des infrastructures et de l'occupation des sols de la commune en 2018 (CLC).

### Logement
Au recensement de 2019, la commune comptait 2 359 logements dont 2 043 étaient des résidences principales, 261 des logements vacants et 55 des résidences secondaires. Le nombre de logements situé dans des immeubles collectifs s'élève à 1 272 appartements, soit 53.9 % du total, et 1 071 maisons individuelles. Sur les 1 999 résidences principales construites avant 2016 que compte la commune, 418 (20.9 %) ont été achevées avant 1946, 1 063 (53.2 %) entre 1946 et 1990, et 518 (25.9 %) de 1991 à 2015. L'ancienneté d'emménagement dans la résidence principale montre que sur les 4 125 habitants des ménages de la commune au recensement de 2019, 1 904 ont emménagé depuis 10 ans ou plus, 768 depuis 2 à 9 ans et 591 depuis moins de 2 ans.
| 1968  | 1975  | 1982  | 1990  | 1999  | 2008  | 2013  | 2019  |
| ----- | ----- | ----- | ----- | ----- | ----- | ----- | ----- |
| 1 166 | 1 444 | 1 607 | 1 721 | 1 839 | 2 106 | 2 269 | 2 359 |

### Transports et voies de communication

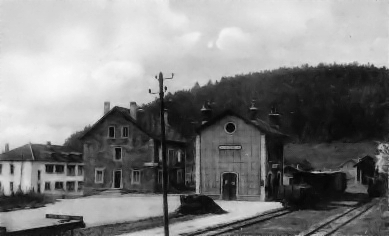
L'ancienne gare de Maîche.

Les deux axes routiers principaux desservant Maîche sont la RD 437 qui relie Saint-Claude à Valentigney selon un axe nord-sud et la RD 464 qui relie Morre à la frontière suisse au niveau de Fournet-Blancheroche, selon un axe est-ouest. L'accès autoroutier le plus proche est la sortie  6.1 de l'A36, située au niveau de la commune de Voujeaucourt à environ 33 kilomètres au nord de Maîche. Un service régulier d'autocars du réseau interurbain de la Bourgogne-Franche-Comté Mobigo assure, grâce à la ligne LR206, la liaison entre Montbéliard et Pontarlier en passant par Maîche et Morteau. De 1905 à 1952, la commune était desservie par la ligne de chemin de fer Morteau - Trévillers. Actuellement, les gares les plus proches sont celles de Morteau (à 30 km par la route) et de Montbéliard (à 42 km).
Les aéroports internationaux les plus proches sont l'aéroport de Bâle-Mulhouse-Fribourg (100 km par la route), l'aéroport international de Berne (100 km), l'aéroport de Zurich (170 km) et l'aéroport de Genève (170 km).

## Toponymie
Le toponyme Maîche est documenté sous la forme Maches en 1168, 1177, 1245 ; Mesche en 1304 ; Maiches en 1432 ; Mesches en 1700, Meiche sur la carte de Cassini et dans les bulletins des lois de la République jusqu'en 1852 au moins, en alternance, dans ces derniers, avec Maiche dès 1800 et Maîche dès 1862. Selon Albert Dauzat, il pourrait dériver du latin mataxa « butte » (après avoir pensé à l'ancien français mache qui signifie « meule de foin »).

## Histoire

### Moyen Âge

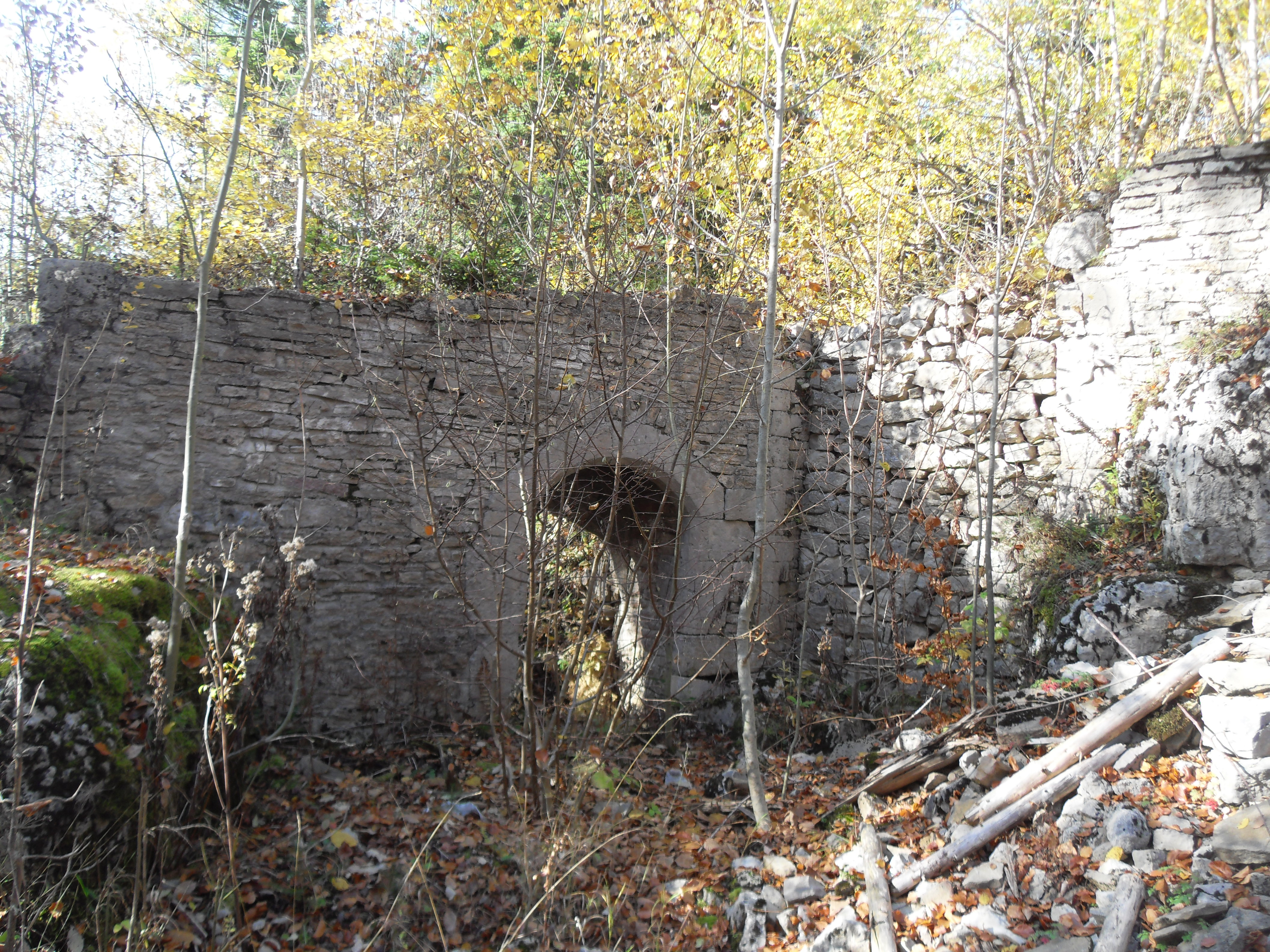
Ruines du Vieux Château.

À l'époque médiévale, Maîche se développe à proximité de son château fort (dit Châtillon sur Maîche, encore Chaitel ou Chastel, pour sa position élevée, par opposition à Châtillon-sous-Maîche), avec notamment la construction d'une église au début du XIIe siècle, et les premières foires s'y tiennent à partir de 1386. Maîche est alors à la tête d'une seigneurie qui couvre une zone allant de Bretonvillers à Montandon.
Selon l'abbé Jean-François-Nicolas Richard (1799-1886 ; curé de Dambelin), érudit du XIXe siècle, Maîche relevait d'abord de la grande seigneurie de Salins, dont elle constituait en quelque sorte la limite nord-est, seigneurie qui passa en 1237 à Jean l'Antique (~1190-1267), ancien comte de Chalon et comte-régent de Bourgogne. En 1245, le comte Jean céda Maîche à son vassal Amédée III de Montfaucon († 1280), seigneur de Montfaucon, d'Orbe et d'Échallens, en accroissement de Vuillafans que les Montfaucon tenaient en fief du comte de Bourgogne, puis en dépendance de Vercel, une autre possession des Montfaucon (après cependant un passage dans la mouvance de Montbéliard sous le comte Renaud).
Le siège de la seigneurie/baronnie de Maîche était à St-Hippolyte, capitale de la Franche-Montagne (à distinguer des Franches-Montagnes suisses), qui était également le centre de deux autres féodalités : celle de la ville de St-Hippolyte proprement dite, et celle du comté de La Roche ; les comtes de La Roche étaient des vassaux directs des comtes de Montbéliard, alors que Maîche, St-Hippolyte et Châtillon étaient — par leur château de Vercel —  sous la suzeraineté des Montfaucon, dont la branche aînée accéda d'ailleurs en 1321 au comté de Montbéliard avec Henri de Montfaucon, gendre héritier du comte Renaud ; mais ladite suzeraineté échut en fait, avec Vercel, à une nièce d'Henri, Jeanne de Montfaucon, épouse en 1325 de Louis Ier de Neuchâtel. Pour compliquer le tout, St-Hippolyte et Châtillon-sous-Maîche étaient aussi des possessions directes des comtes de La Roche, et Maîche le devint le 5 avril 1312 par l'investiture accordée à Jean (II) de La Roche par Renaud, comte de Montbéliard.
Jean II de La Roche fut suivi par son fils Richard, père lui-même de Jeanne († 1375 ; comtesse de La Roche ; femme d'Aymon de Villersexel-Faucogney), et de Marguerite de La Roche († ap. 1372 ; épouse de Jean de Senecey, seigneur de Traves), d'où la division de la seigneurie/baronnie de Maîche entre les Villersexel, les Sennecey, et aussi les Longwy (car Jacques Ier de Vienne de Longwy/Longvy († 1372) avait convolé avec une autre héritière, autre Marguerite de La Roche, dame de Nolay, fille de Jean-Odon/Eudes de La Roche († vers 1353) et cousine germaine de Jeanne et Marguerite de La Roche. Finalement, les Villersexel, nouveaux comtes de La Roche, retrouvèrent l'ensemble de la seigneurie. Mais Henri de Villersexel († vers 1408/1412) dut partager en juillet 1386 avec ses deux beaux-frères ( p. 5 à 19) :
- ... Jean II de Ville (1345-1403) ([24] p. 13-14, 19-20, 28). Son descendant André III de Ville vendit sa part de Maîche le 31 juillet 1530 au chancelier de Granvelle (1486-1550).
- ... et Gérard de Cusance († vers 1405). Sa petite-fille Marguerite de Cusance († ap. 1444 ; fille de Jehan de Cusance), dame de Flagy, épousa en premières noces en 1434 Guy III de Pontailler (1382-1437/1439), seigneur de Talmay. Leur descendant Henri de Pontailler-Flagy vendit sa part en 1539 audit chancelier de Granvelle. Les Granvelle, donc maîtres de deux parts de Maîche ([24] p. 28), furent suivis de leurs descendants d'Oiselay de Granvelle de Cantecroix, dont Eugène-Léopold d'Oiselay (1615-1637), premier mari en 1635 de Béatrix de Cusance de Cusance (1614-1663), baronne de Belvoir, dame de Cusance et Saint-Julien. Mais le comte Jacques-Nicolas de La Baume-St-Amour, gouverneur de Dole pour le comte-roi Philippe IV, et dont la mère était Hélène Perrenot de Granvelle (fille de Frédéric), obtint le 19 novembre 1662 la double part de Maîche venue des Granvelle, selon le testament du cousin germain de sa mère, François Perrenot de Granvelle ([24] p. 41-42).
  - Dans le sillage des Perrenot de Granvelle gravitaient les (de) Guyot de Malseigne et Mamirolle ([24] p. 29 sq., 47-50), leurs hommes de confiance à Maîche, capitaines-gouverneurs du château de Maîche. Cette famille acquit à partir de la 2e moitié du XVIe siècle de nombreux biens à Maîche et environs, châteaux, maisons, terres, dîmes et rentes, seigneuries de Faimbe et de Chamesol..., et elle se divisa en deux branches, les Guyot de Malseigne et les Guyot de Maîche ou de Bermont ; de plus, entre mai 1693 et mai/octobre 1707, les Guyot obtinrent la part de la seigneurie de Maîche détenue par les comtes de St-Amour, c'est-à-dire la part de leurs anciens maîtres, les Granvelle. Vers 1789, Alexandre-Nicolas-Joseph Guyot de Maîche est fait marquis de Maîche ([24] p. 57-60).
- ... Quant au fils d'Henri de Villersexel, Humbert de Villersexel (1385-† 1437/1438), sans postérité, il fut suivi à Maîche, St-Hippolyte et dans le comté de La Roche par son neveu par alliance François de La Palud de Varambon, puis par d'autres branches des La Palu(d) jusqu'en 1544, suivis par les Rye-La Palud (cf. Neublans > branche de Rye) jusqu'en 1657 (voir l'article Varambon ; car Claudine de Rye († 1593), veuve héritière de Jean III de La Palu-Jarnosse († 1544), transmit les fiefs à ses propres neveux de Rye-(La Palu), les deux filles qu'elle avait eues de Jean de La Palud étant prédécédées sans postérité). Cette succession se termina en 1657 à la mort sans postérité du jeune Ferdinand-François-Just de Rye-La Palud (1637-1657), premier époux de Marie-Henriette de Cusance (1624-1701 ; la sœur cadette de Béatrix rencontrée plus haut ; remariée en 1660 au duc Charles-Eugène d'Arenberg). Vente de cette part, avec La Roche et St-Hippolyte, à Béat-Albert de Montjoie-Vaufrey le 17 juin 1703 ([24] p. 50, 55-56-57 ; et[25]), dont les descendants l'avaient encore à la Révolution.

En novembre 1474, lors des Guerres de Bourgogne qui opposent les États Bourguignons à la Confédération suisse, les Confédérés assiègent le château de Maîche. Le château résiste dans un premier temps, mais finit par se rendre le 5 février 1477, pour préserver la vie des otages aux mains des Confédérés: 
"les dits Suisses et Allemands ayant assiégé prindrent les femmes et ensfans de la dite Franche-Montagne et les menèrent devant le chastel pour donner à cognoistre à ceux qui estoient dedans qu, s'ils ne se rendoient et faisoient quelque resistance, les premiers qui seroint tués et recepvoient les coups seroient lesdites femmes et ensfans pour craincte de quoy et desfault de secours le dit chastel fut rendu, detenu et occupé par plusieurs années par les dits suisses et allemands" (Traditions recueillies au XVIe siècle de la bouche des vieillards sur l'invasion de la Franche-Montagne par les Suisses au siècle précédent).
À la suite de cet épisode, les habitants de la contrée rachetèrent leur liberté auprès de l'évêque de Bâle pour soixante mille florins d'or, avant de se donner à l'archiduc Maximilien de Habsbourg. Ce dernier reconnût leurs franchises et libertés (exemption d'impôts, pas d'obligation de lever de troupes en cas d'invasion, droit d'y chasser partout "l'oiseau sur le poing"), confirmant ainsi le nom de Franche-Montagne donné aux environs de Maîche.

### Époque moderne

#### La Renaissance
Au XVIe siècle, la Franche-Comté est en possession de la Maison de Habsbourg et connait alors une ère de faste et de prospérité. La ville de Maîche se pare de trois résidences seigneuriales : le seigneur Jean de Guyot fait construire en 1524 l'actuel château Montalembert et quitte alors le vieux château-fort tandis que Nicolas Perrenot de Granvelle, chancelier de Charles Quint, fait construire un hôtel particulier (l'actuel Hôtel de Granvelle) au centre de la localité.

#### La Guerre de Dix Ans
Pendant la guerre de Dix Ans, la ville est prise une première fois en 1637 par les troupes du duc Bernard de Saxe-Weimar et se trouve livrée aux pillages. Le gouverneur de Maîche, Jean-François Guyot de Malseigne, parvient à contrer les assauts des Suédois de Weimar devant le vieux château en 1638 mais en janvier 1639, le plateau de Maîche est de nouveau mis à sac et de nombreux habitants trouvent refuge en Suisse ou dans les grottes de la vallée du Dessoubre. Comme toute la Franche-Comté, les Maîchois souffrent de plus à cette époque de la peste et de la famine : la population est décimée, diminuant d'environ un tiers.

### Époque contemporaine

#### Maîche sous la Révolution

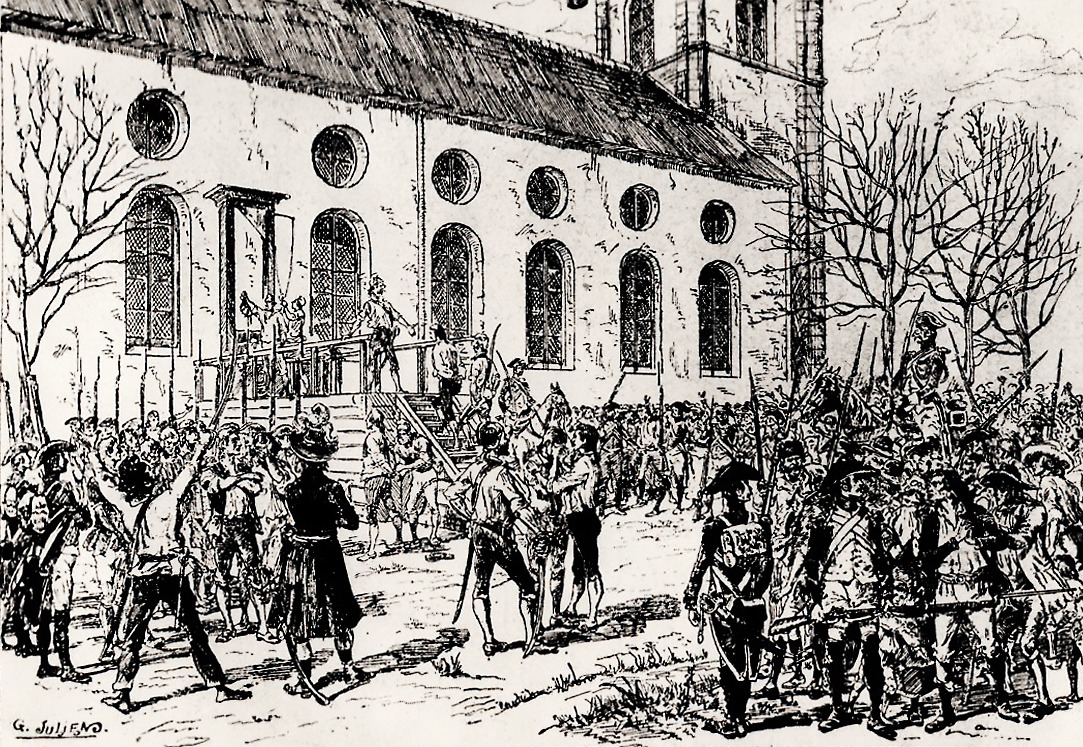
Les martyrs de Maîche, illustration de l’exécution de 1793.

En 1789, la ville compte 168 feux, soit une population d'environ 680 habitants. En 1790, lors de la création des districts, une querelle éclate entre Maîche et Saint-Hippolyte pour savoir laquelle des deux villes sera le chef-lieu du district.
En 1793 a lieu l'épisode de la Petite Vendée, une insurrection paysanne en réaction à la loi sur la constitution civile du clergé de juillet 1790. Le 14 octobre 1793, dix-neuf jeunes gens sont guillotinés sur ordre du tribunal révolutionnaire sur la place de l'église à Maîche,. Une croix, aux abords de l'église, rappelle aujourd'hui l'emplacement de la guillotine. Les noms des condamnés sont par ailleurs visibles dans l'église, sur une plaque commémorative offerte par Charles de Montalembert.

#### La Belle Époque
Durant la Belle Époque (1879-1914), la ville connaît un essor démographique et économique important. Le nombre de Maîchois passe en effet de 1 503 en 1881 à 2 660 en 1911. De nouveaux quartiers d'habitation voient le jour autour de la gare construite en 1904 et en contrebas de la colline de Montjoie L'électricité arrive à Maîche en 1896 grâce à la mise en service du barrage de La Goule tandis qu'une ligne de chemin de fer Morteau-Maîche est inaugurée en 1905. La ville devient peu à peu un bourg industriel, notamment du fait de l'essor considérable de l'activité horlogère.
Le 13 février 1906, la population s'oppose à l'inventaire de l'église qui doit être mené en application de la loi de Séparation des églises et de l'État: une protestation solennelle est lue, rappelant la mémoire des "martyrs" de 1793 guillotinés lors de la Petite Vendée.

#### La Seconde Guerre mondiale

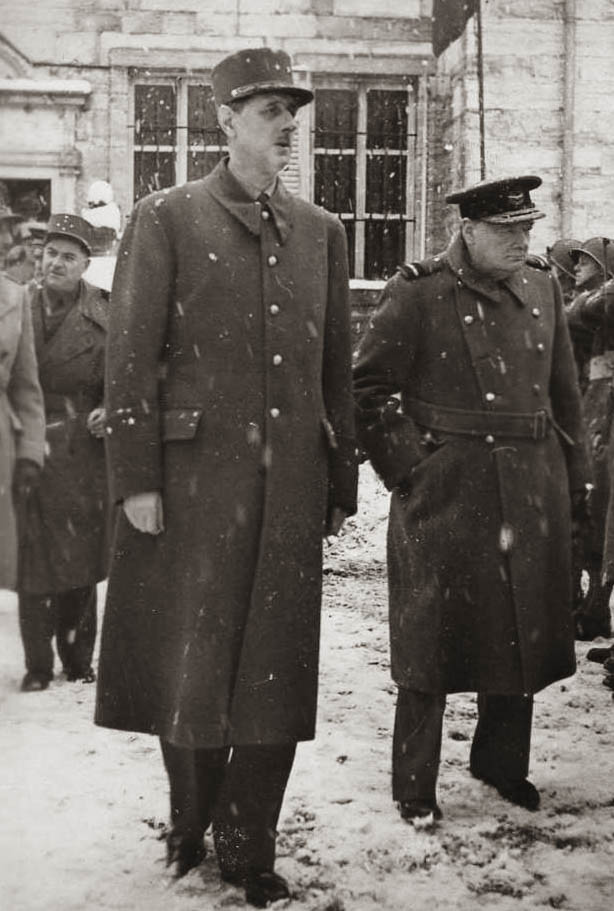
Rencontre entre Winston Churchill et le général de Gaulle le 13 novembre 1944 au château de Montalembert.

En 1940, la Franche-Comté est envahie par les Allemands, qui atteignent la frontière suisse au niveau du Russey le 18 juin. Les 18 et 19 juin, des combats intenses ont lieu à Maîche dans la forêt Saint-Michel mais le 45e corps d'armée se réfugie en Suisse. Dès lors, Maîche se retrouve en zone occupée.
Les troupes de la 1re armée française libèrent la ville le 5 septembre 1944. Le 13 novembre 1944, Winston Churchill, le général de Gaulle et le maréchal de Lattre de Tassigny se rencontrent au château Montalembert de Maîche pour y préparer la fin de la guerre. Lors de la réception à l'hôtel du Lion d'or, Churchill fait un discours en qualifiant le général de Lattre de « général rusé » et en étant très heureux de retrouver la France ainsi que ses valeureux soldats. Après le repas, les convives se rendent le soir à Valdahon où un défilé d'unités de la 1re armée a été organisé par le général de Lattre. Churchill et le général Brooke furent émus et impressionnés. Au retour de ce voyage à Maîche, dans le train avec Churchill, « même de Gaulle se détendit un peu » aux dires du général Brooke. Churchill, ancien sous-lieutenant des hussards (en 1895) et toujours enthousiasmé par la chose militaire et par la France, écrivit plus tard au général de Lattre : « Ce doit être merveilleux d'être français et d'avoir vingt ans avec de bons fusils dans les mains et la France à venger et à sauver. » Il écrit aussi à Duff Cooper : « J'ai le sentiment que nous avons relancé de nouveau l'Entente avec grande vigueur ».

#### Les Trente Glorieuses (1945-1975)
En 1967, deux entreprises horlogères de Maîche, Joseph Jeambrun et Cie et Technic Ebauche, fusionnent avec deux autres situées à Villers-le-Lac et Annemasse pour former la société France Ébauches qui devient leader de la fabrication d'ébauches en France. En 1977, France Ébauches compte 360 salariés à Maîche et occupe le 2e rang mondial pour la production d'ébauches.

## Politique et administration

### Découpage territorial
Sur le plan administratif, la commune est rattachée à l'arrondissement de Montbéliard, au département du Doubs et à la région Bourgogne-Franche-Comté.
Sur le plan électoral, la commune dépend du canton de Maîche conservé et agrandi lors du redécoupage cantonal de 2014 pour l'élection des conseillers départementaux et de la troisième circonscription du Doubs pour les élections législatives.
La commune abrite le siège de la communauté de communes du pays de Maîche, un établissement public de coopération intercommunale (EPCI) à fiscalité propre créé en 2010, regroupant 43 communes et 18 604 habitants en 2018.

### Administration municipale

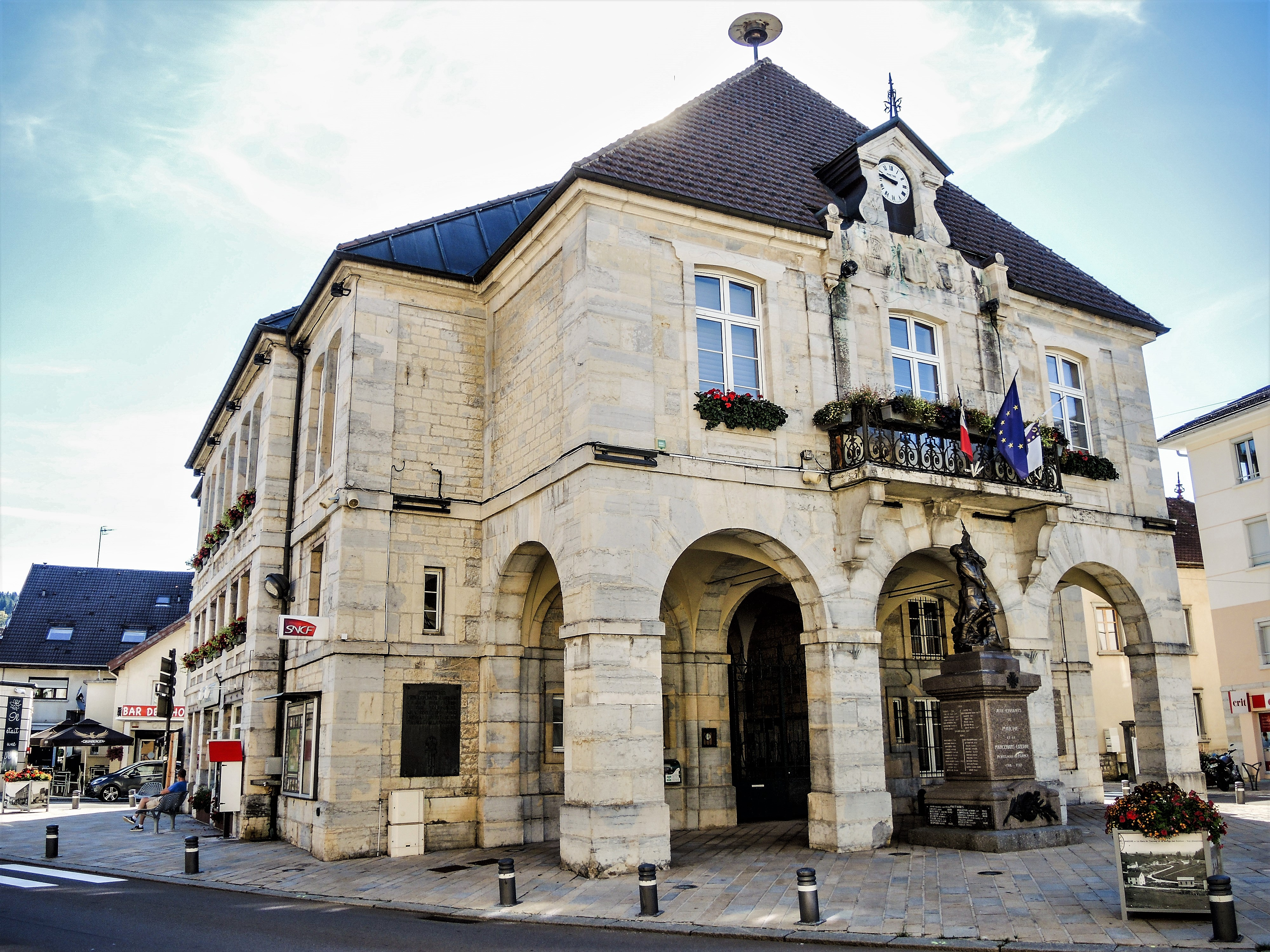
L'hôtel de ville de Maîche.

La commune de Maîche comptabilisant entre 3 500 et 5 000 habitants, le conseil municipal est composé de 27 membres : le maire, six adjoints et vingt conseillers municipaux,. Le maire actuel de la commune est Régis Ligier, né en 1973, élu pour la première fois en 2014 et réélu pour un second mandat le 18 mai 2020.
| Tête de liste | Tête de liste | Liste | Premier tour | Premier tour | Second tour | Second tour | Élus | Élus |
| Tête de liste | Tête de liste | Liste | Voix         | %            | Voix        | %           | CM   | CC   |
| ------------- | ------------- | ----- | ------------ | ------------ | ----------- | ----------- | ---- | ---- |
|               | Régis Ligier  | DVD   | 819          | 61,30        | -           | -           | 22   | 10   |
|               | Pascal Godin  | PS    | 517          | 38,70        | -           | -           | 5    | 2    |

### Tendances politiques et résultats
Traditionnellement, comme dans tout le Haut-Doubs, les électeurs de Maîche ont un vote plutôt marqué à droite.
Ainsi, lors de l'élection présidentielle, la commune porte généralement le candidat de droite en tête que ce soit au premier ou au second tour : en 2002, Jacques Chirac arrivait en tête du premier tour avec 25,65 % des suffrages exprimés, soit huit points devant le candidat socialiste Lionel Jospin tandis que lors du second tour dont la gauche était absente, Jacques Chirac faisait le plein de voix avec un pourcentage de 89,07 % face au représentant de l'extrême-droite Jean-Marie Le Pen (10,93%). En 2007, les Maîchois ont porté le candidat de droite Nicolas Sarkozy en tête du premier tour avec 38,34 % des voix, devant la socialiste Ségolène Royal (25,84 %) et le centriste François Bayrou (16,10 %). Au second tour, Nicolas Sarkozy remportait 58,91 % des votes de l'électorat maîchois et Ségolène Royal 41,09 %. En 2012, Nicolas Sarkozy arrivait à nouveau en tête du premier tour avec un score de 34,68 %, François Hollande, candidat de la gauche, arrivant en deuxième position avec 27,24 % des suffrages. Au second tour, Nicolas Sarkozy l'emportait dans les urnes de Maîche avec 56,97% des bulletins en sa faveur et 43,03 % pour François Hollande.

### Finances locales
En 2019, le budget communal principal s'équilibrait à 9 452 000 € dont 4 463 000 € provenaient des produits de fonctionnement (impôts, dotation globale de fonctionnement de l'État) et 4 989 000 € des ressources d'investissement (subventions, fonds de compensation pour la TVA, emprunts bancaires). La part d'impôts locaux dans les produits de fonctionnement s'établissait à 35,7 %, contre 43,9 % pour la strate de communes équivalente, avec des taux d'imposition fixés à 14,4 % pour la taxe d'habitation (14,6 % pour la strate), (y compris Taxe sur les logements vacants (THLV)), 28,16 % et 41,12 % pour la taxe foncière sur le bâti et le non-bâti (37,38 % et 49,10 % pour la strate). Par ailleurs l’encours de la dette communale est relativement élevé, puisqu’il s’établit à 1 050 €/habitant contre 717 €/habitant pour la strate.

### Jumelages
Maîche est jumelée avec :
- Kressbronn am Bodensee (Allemagne) depuis 1981[37]  relations entretenues depuis 1978 ;
- Ondougou (Mali) depuis 1989[37]  protocole d’accord de coopération décentralisée.

## Population et société

### Démographie

#### Évolution démographique
L'évolution du nombre d'habitants est connue à travers les recensements de la population effectués dans la commune depuis 1793. Pour les communes de moins de 10 000 habitants, une enquête de recensement portant sur toute la population est réalisée tous les cinq ans, les populations de référence des années intermédiaires étant quant à elles estimées par interpolation ou extrapolation. Pour la commune, le premier recensement exhaustif entrant dans le cadre du nouveau dispositif a été réalisé en 2004.
En 2022, la commune comptait 4 226 habitants, en évolution de −1,63 % par rapport à 2016 (Doubs : +1,88 %, France hors Mayotte : +2,11 %). Le maximum de la population a été atteint en 1975 avec 4 381 habitants.
| 1793 | 1800 | 1806 | 1821 | 1831 | 1836 | 1841 | 1846  | 1851  |
| ---- | ---- | ---- | ---- | ---- | ---- | ---- | ----- | ----- |
| 714  | 684  | 777  | 807  | 873  | 853  | 902  | 1 008 | 1 075 |

| 1856  | 1861  | 1866  | 1872  | 1876  | 1881  | 1886  | 1891  | 1896  |
| ----- | ----- | ----- | ----- | ----- | ----- | ----- | ----- | ----- |
| 1 154 | 1 152 | 1 349 | 1 321 | 1 478 | 1 503 | 1 623 | 1 615 | 1 760 |

| 1901  | 1906  | 1911  | 1921  | 1926  | 1931  | 1936  | 1946  | 1954  |
| ----- | ----- | ----- | ----- | ----- | ----- | ----- | ----- | ----- |
| 2 035 | 2 309 | 2 660 | 2 642 | 2 931 | 2 769 | 2 708 | 2 736 | 3 067 |

| 1962  | 1968  | 1975  | 1982  | 1990  | 1999  | 2004  | 2006  | 2009  |
| ----- | ----- | ----- | ----- | ----- | ----- | ----- | ----- | ----- |
| 3 361 | 3 714 | 4 381 | 4 216 | 4 168 | 3 978 | 3 875 | 3 959 | 4 282 |

| 2014  | 2019  | 2022  | - | - | - | - | - | - |
| ----- | ----- | ----- | - | - | - | - | - | - |
| 4 233 | 4 266 | 4 226 | - | - | - | - | - | - |

#### Pyramide des âges
La population de la commune est relativement jeune.
En 2018, le taux de personnes d'un âge inférieur à 30 ans s'élève à 34,3 %, soit en dessous de la moyenne départementale (36,9 %). À l'inverse, le taux de personnes d'âge supérieur à 60 ans est de 27,1 % la même année, alors qu'il est de 25,4 % au niveau départemental.
En 2018, la commune comptait 2 043 hommes pour 2 233 femmes, soit un taux de 52,22 % de femmes, légèrement supérieur au taux départemental (51,07 %).
Les pyramides des âges de la commune et du département s'établissent comme suit.
| Hommes | Classe d’âge | Femmes |
| ------ | ------------ | ------ |
| 0,7    | 90 ou +      | 3,0    |
| 8,1    | 75-89 ans    | 11,1   |
| 14,1   | 60-74 ans    | 16,8   |
| 20,1   | 45-59 ans    | 18,7   |
| 20,4   | 30-44 ans    | 18,3   |
| 18,6   | 15-29 ans    | 16,1   |
| 18,0   | 0-14 ans     | 16,0   |

| Hommes | Classe d’âge | Femmes |
| ------ | ------------ | ------ |
| 0,7    | 90 ou +      | 1,7    |
| 7,1    | 75-89 ans    | 9,4    |
| 15,8   | 60-74 ans    | 17     |
| 19,4   | 45-59 ans    | 18,7   |
| 18,8   | 30-44 ans    | 18,3   |
| 19,3   | 15-29 ans    | 17,5   |
| 18,9   | 0-14 ans     | 17,4   |

### Sports et loisirs

#### Infrastructures

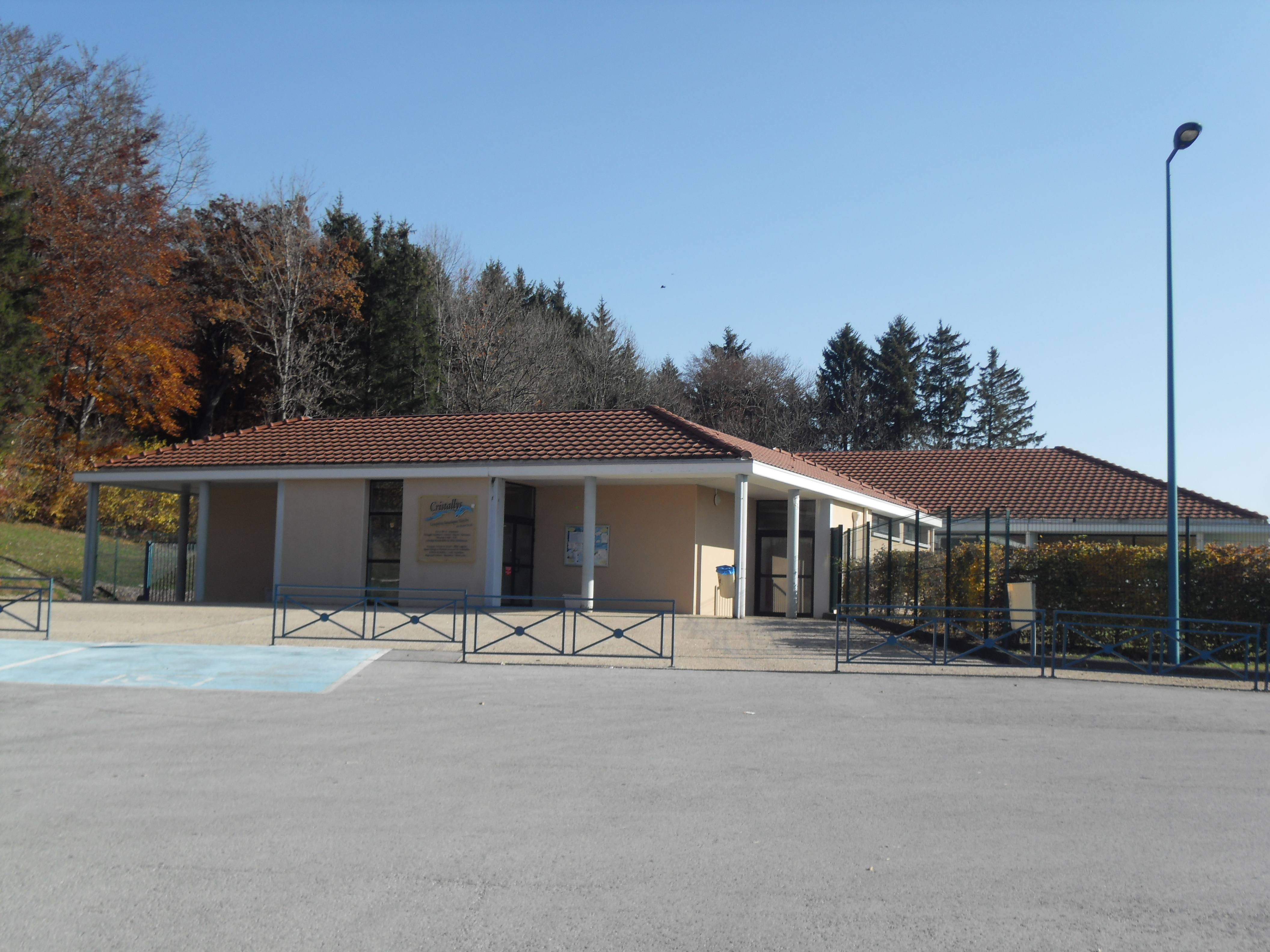
Le complexe aquatique Cristallys.

La ville dispose d'une piscine couverte construite en 2002, le complexe aquatique Cristallys, offrant entre autres : deux bassins, un toboggan aquatique, un sauna, un jacuzzi et un hammam. On y trouve également deux salles omnisports, trois terrains pour la pratique du football dont un équipé pour l’athlétisme, quatre courts de tennis dont deux couverts construits en 2007, une salle des arts martiaux, une piste de skate-board et un parcours de santé.

#### Domaine skiable
Maîche est également une petite station de sports d'hiver. Celle-ci propose - à 2 km au nord-est du centre de Mäîche à la station de Goule (900 m d'altitude) - une piste de ski alpin - de difficulté rouge et de près de 500 m de longueur, plusieurs pistes de ski de fond et de raquette à neige et des aires de luge. Du fait de la faible altitude de la station et de l'absence d'enneigeurs, l'ouverture des pistes est fortement dépendante des précipitations naturelles.

#### Clubs
L'association La Jeanne d'Arc de Maîche, créée en 1910, comprend cent ans plus tard des sections dans les disciplines de la gymnastique, du handball, du tir à l'arc et du tennis de table. De nombreux clubs complètent la vie sportive de la commune parmi lesquels un club de football commun aux communes de Maîche et Damprichard, l'Entente sportive pays maîchois, évoluant en Ligue régionale 3 (niveau VIII) pour la saison 2011/2012 ; un club de rugby à XV, le Rugby club pays maîchois basé à Cernay-l'Église ; un club de tennis, le Tennis Club Maîche ; un club de badminton, le Badminton Club Pays de Maîche - Le Russey...

### Médias
Le quotidien régional L'Est républicain relate les actualités de la commune dans son édition locale de Pontarlier - Haut-Doubs. Le journal mensuel gratuit C'est-à-dire [sic] relaie les informations concernant le Haut-Doubs horloger. La chaîne de télévision France 3 Franche-Comté et les stations de radio France Bleu Besançon et Plein Air relaient les informations locales.

### Cultes
Les Maîchois disposent de lieux de culte catholique et musulman.
Au sein du diocèse de Besançon, le doyenné du Haut-Doubs horloger regroupe trois unités pastorales (paroisses) dont celle du plateau de Maîche dédiée à sainte Thérèse de l'Enfant-Jésus dont le lieu de culte est l'église Saint-Pierre.
La communauté musulmane dispose d'une salle de prière mise à disposition par l'association culturelle islamique de Maîche.

## Équipements et services publics

### Enseignement
Maîche fait partie de l'académie de Besançon. La ville administre l'école primaire Cercle scolaire La Franche-Montagne qui remplace à partir de la rentrée 2023 l'école maternelle Les sapins bleus et l'école élémentaire Louis-Pasteur. Cette école accueille environ 400 enfants répartis dans six classes de maternelle, 10 classes d'élémentaire et deux classes d’IME. Le département gère un collège (Mont-Miroir).
Les Maîchois disposent par ailleurs d'établissements privés : l'école primaire privée Saint-Joseph et le collège privé Saint-Joseph.

### Santé
La ville abrite une maison d'accueil rurale pour personnes âgées (MARPA), deux pharmacies, et plusieurs professionnels de santé. Les centres hospitaliers les plus proches sont le centre hospitalier Paul-Nappez à Morteau, l'hôpital Nord Franche-Comté (HNFC) à Trévenans et le centre hospitalier régional universitaire de Besançon.

### Sécurité, justice et secours
La commune dépend des tribunaux d'instance, de grande instance, du conseil de prud'hommes et du tribunal pour enfants de Montbéliard, de commerce de Belfort et du tribunal administratif de Besançon. Elle est rattachée à la cour d'appel de Besançon et à la cour administrative d'appel de Nancy.
La commune dispose d'une caserne de pompiers de type CSR (Centre de Secours Renforcé) et d'une brigade de gendarmerie.

## Économie

### Revenus et fiscalité
En 2019 (données Insee publiées en janvier 2022), la commune comptait 1 971 ménages fiscaux, 4 068 personnes dans les ménages fiscaux, et un revenu fiscal médian déclaré par unité de consommation de 26 370 € contre une moyenne de 22 750 € au niveau départemental, ce qui plaçait Maîche au 2 238e rang parmi les 31 361 communes de plus de 34 ménages en France métropolitaine. En 2019, 64 % des foyers fiscaux de la ville sont imposables et le taux de pauvreté s'élève à 9 %.

### Emploi
Du fait de la proximité de la Suisse, les frontaliers représentent une part importante des actifs : ainsi, en 2008, près d'un tiers (32,6 %) de la population active maîchoise occupait un emploi hors de France, soit presque autant que la population active occupant un emploi dans la commune même de Maîche (39,5 %).
En 2019, la population âgée de 15 à 64 ans s'élevait à 2 623 personnes, parmi lesquelles on comptait 82,9 % d'actifs dont 73,6 % ayant un emploi et 9,3 % de chômeurs.
On comptait 1 926 emplois dans la zone d'emploi, contre 1 959 en 2008. Le nombre d'actifs ayant un emploi résidant dans la zone d'emploi étant de 1 952, l'indicateur de concentration d'emploi est de 98,7 %, ce qui signifie que la zone d'emploi offre à peu près autant d'emploi qu'elle compte d'habitant actif.

### Activités

#### Agriculture

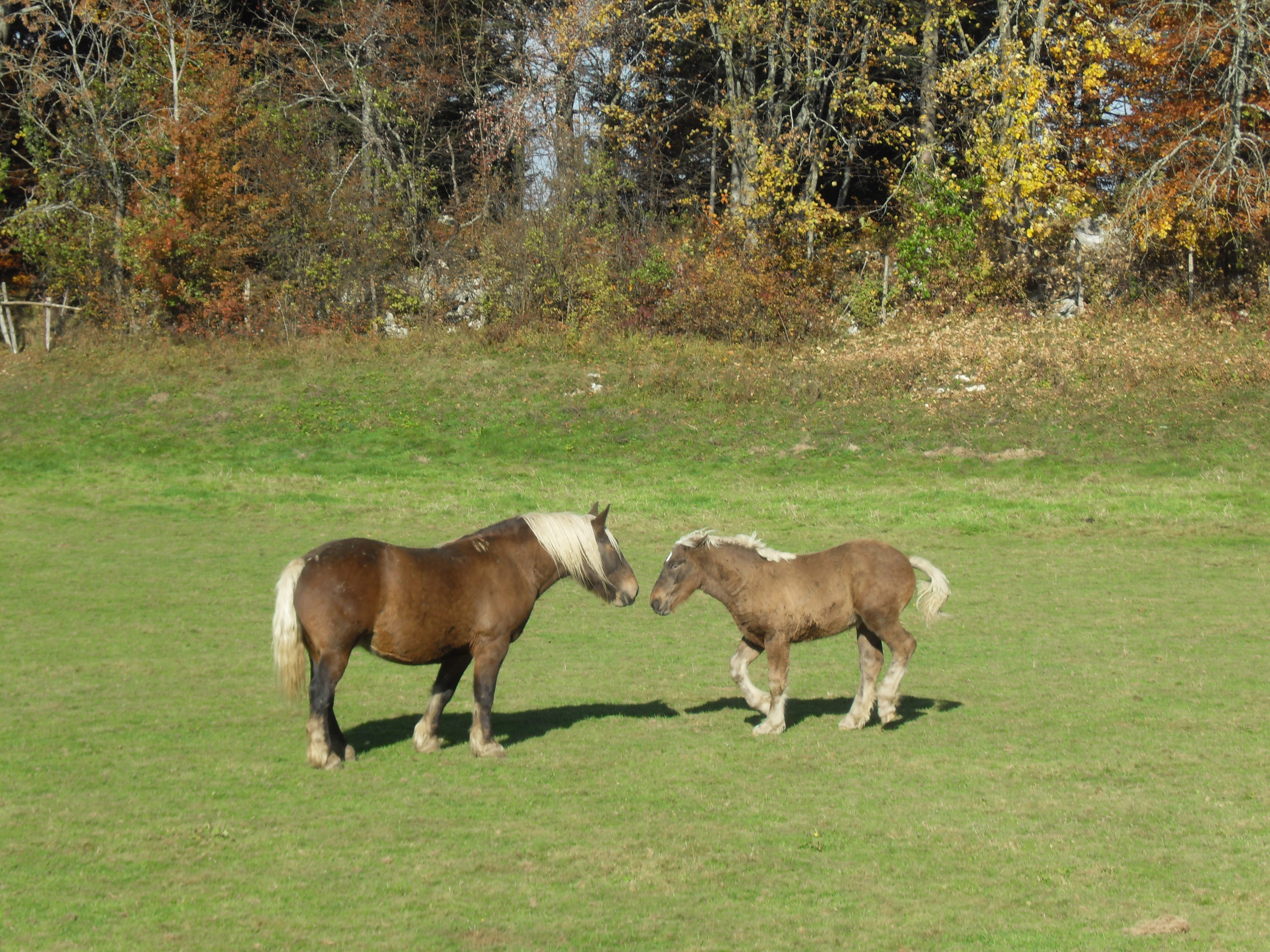
Des chevaux comtois dans une prairie de Maîche.

Maîche a longtemps été un centre agricole d'importance, de grandes foires de bétail s'y tenaient au début du XIXe siècle. La ville est en effet le berceau du cheval comtois, d'ailleurs autrefois appelé le Maîchard. Tous les ans au mois de septembre ont lieu dans la ville depuis le début du XXe siècle la fête du cheval et le concours national du cheval comtois pour célébrer la race. Au mois d'octobre, ce sont les vaches qui concourent lors du comice agricole. D'après le recensement de 2008, il ne reste qu'une vingtaine d'agriculteurs exploitants.

#### Joaillerie, horlogerie et micromécanique
L'horlogerie était l'activité prépondérante de la ville pendant plusieurs décennies. Il ne reste actuellement que quelques entreprises qui opèrent dans les domaines dérivés, mais qui représentent quelques centaines d'emplois. Les principales sont l'entreprise Soprod France, filiale de Festina est spécialisée dans le fraisage et le travail d'usinage de pièces métalliques d'horlogerie ; l'entreprise Cœurdor, qui emploie une trentaine de salariés, est spécialisée en galvanoplastie au service des marques de luxe, d'horlogerie, de bijouterie et de lunetterie ; et la société Jeambrun Appareillages (15 salariés) fabrique des appareillages de précision en micromécanique.

#### Commerce
La ville de Maîche constitue un pôle commercial d'importance locale. Les commerces dont les surfaces sont les plus importantes sont deux supermarchés, l'un situé au centre-ville portant l'enseigne Carrefour Market et l'autre en périphérie de l'enseigne Intermarché, ainsi qu'une moyenne surface de bricolage Bricomarché et un garage automobile concessionnaire de la marque Toyota.

### Entreprises
La ville comptait 334 établissements actifs au 31 décembre 2008. Les principales entreprises en termes d'effectifs sont :
| Nom                  | Employés | Activité                                                             |
| -------------------- | -------- | -------------------------------------------------------------------- |
| Cœurdor Oerlikon SA  | 112      | Préparation de surfaces galvaniques pour l'industrie du luxe         |
| Intermarché          | 76       | Supermarché                                                          |
| La Poste             | 41       | Services postaux et bancaires                                        |
| SOPROD France        | 31       | Fabrication de pièces usinées en micromécanique et microélectronique |
| Entreprise Lacoste   | 27       | BTP, négoce de matériaux de construction                             |
| Carrefour Market     | 24       | Supermarché                                                          |
| Imprimerie Chopard   | 19       | Imprimerie                                                           |
| Ets Gilbert Barlabat | 18       | Installation d'équipements thermiques et de climatisation            |
| Distagri             | 16       | Commerce de gros de matériel agricole                                |
| Silor                | 16       | Traitement et revêtement des métaux, galvanoplastie                  |
| Rocval               | 15       | Pompes funèbres                                                      |
| Ambulances Vallat    | 15       | Ambulances                                                           |
| Aldi                 | 14       | Supermarché                                                          |

## Culture et patrimoine

### Monuments
- Le château Montalembert, construit en 1524, est inscrit aux monuments historiques depuis 1950. Son jardin d'agrément à la française date de 1765.
- Le château du Désert fut construit par Pierre-Juste Ducreux au milieu du XIXe siècle. Dans les années 1927-1928, l'héritière de Pierre-Juste Ducreux confia au maire de Maîche Gaston Mariotte le soin de trouver une destination au château qu'elle souhaitait alors vendre. M. Mariotte décida de le vendre aux établissements Acier-Outillage Peugeot pour en faire un camp de vacances pour les enfants des ouvriers. En raison de la diminution des inscriptions aux camps de vacances, Peugeot souhaite revendre l'édifice : la mairie de Maîche s'en porta acquéreur par un acte de vente signé en 1987. Il abrite depuis 1990 la bibliothèque municipale. On y trouve également des salles d’expositions et de réunions et les locaux de l’harmonie et l’école de musique.
- Les ruines du Vieux Château construit au Xe siècle par Rodolphe de Burgondie et détruit en 1615, sont encore visibles sur la colline située à la limite de la commune de Mancenans-Lizerne.
- Le château de Merode construit par Werner de Merode au cours du XIXe siècle.
- L'hôtel de ville de Maîche occupe depuis 1867 les anciennes halles édifiées en 1844 sur un terrain marécageux qui a été asséché[B 6].
- L'hôtel de Granvelle, situé au numéro 6, rue du Petit-Granvelle date du XVIe siècle : son portail d'entrée et ses décorations intérieures du XVIIIe siècle sont inscrits aux monuments historiques depuis 1947.

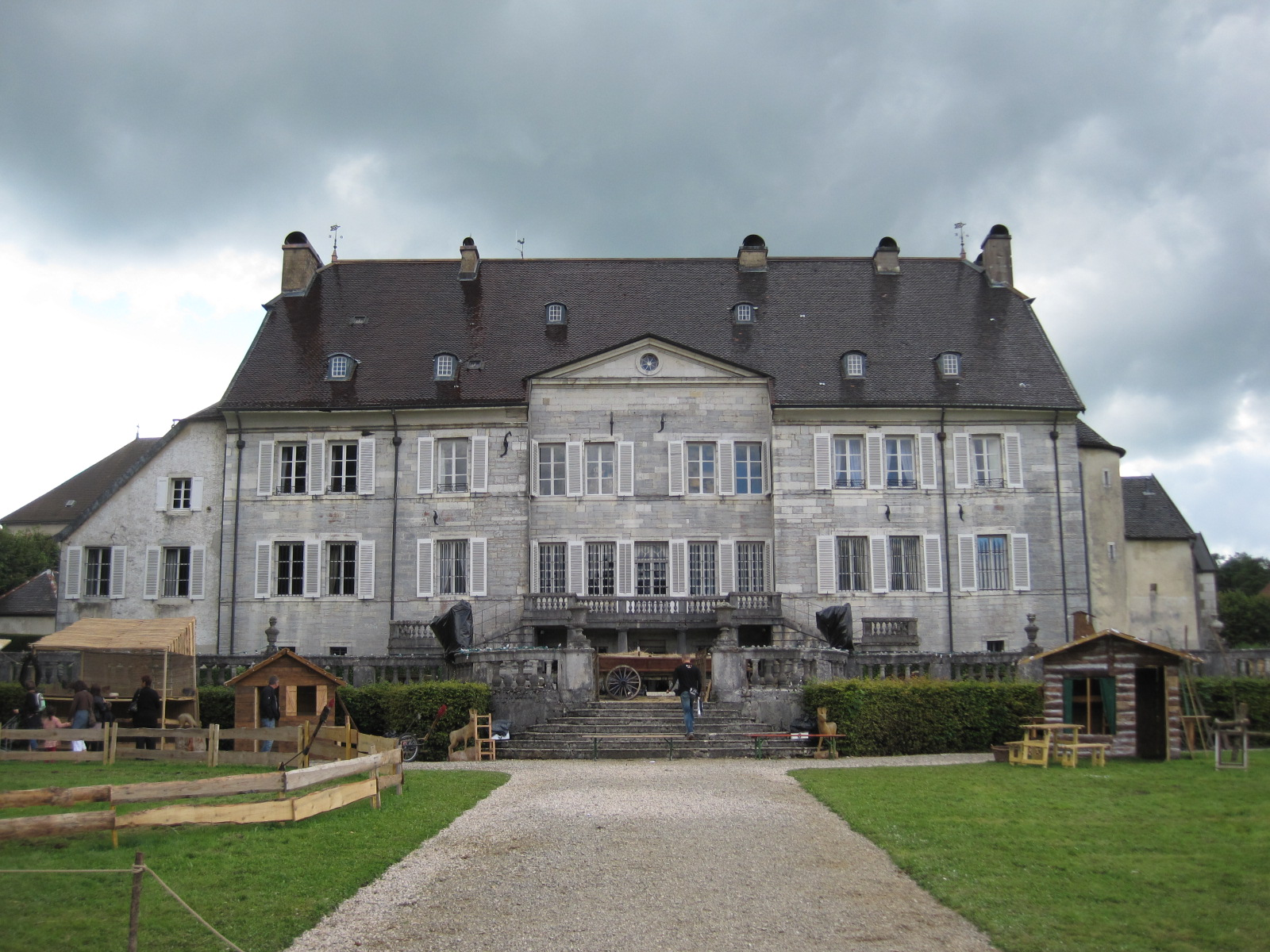
Le château Montalembert.
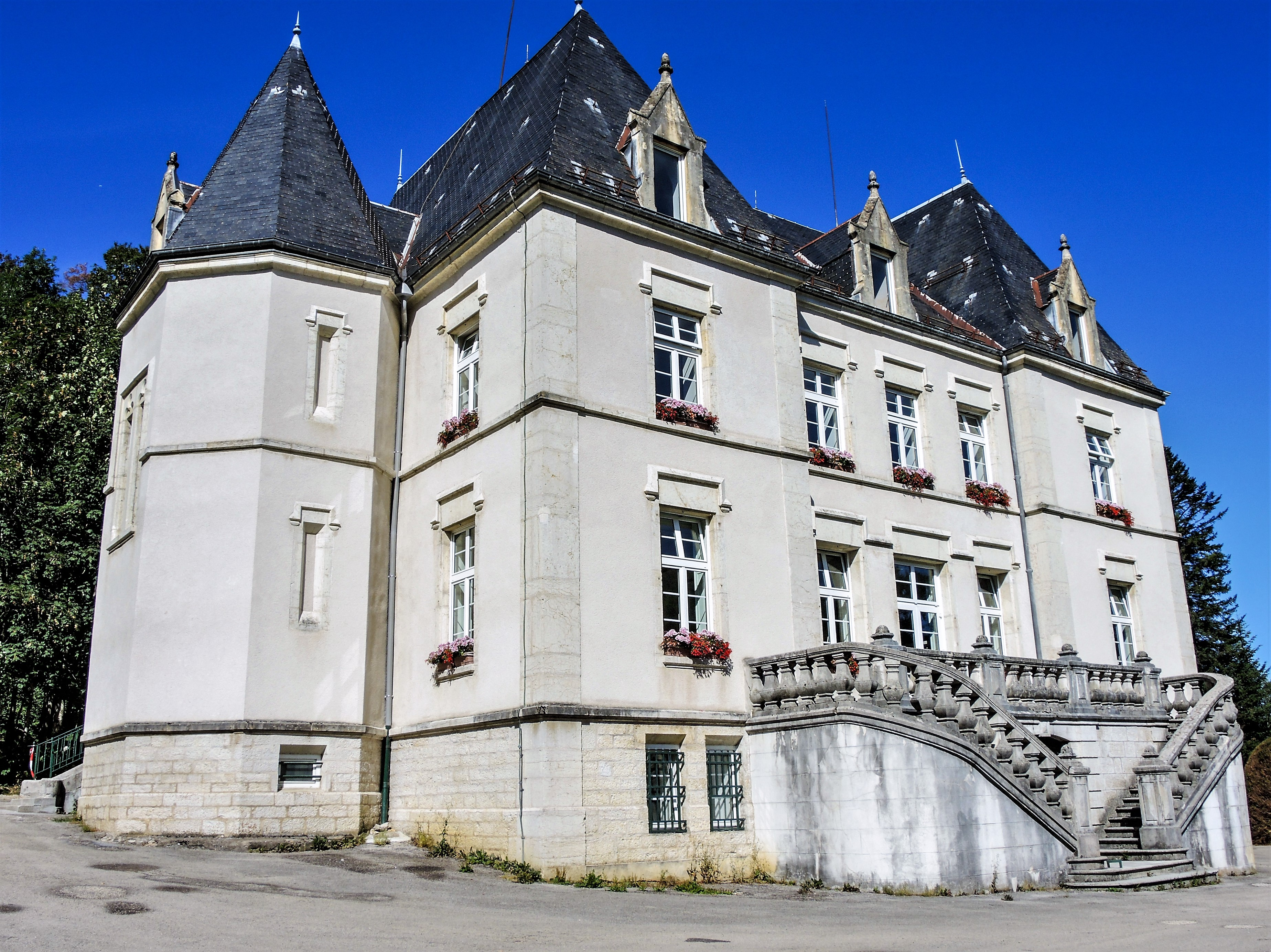
Le château du Désert.
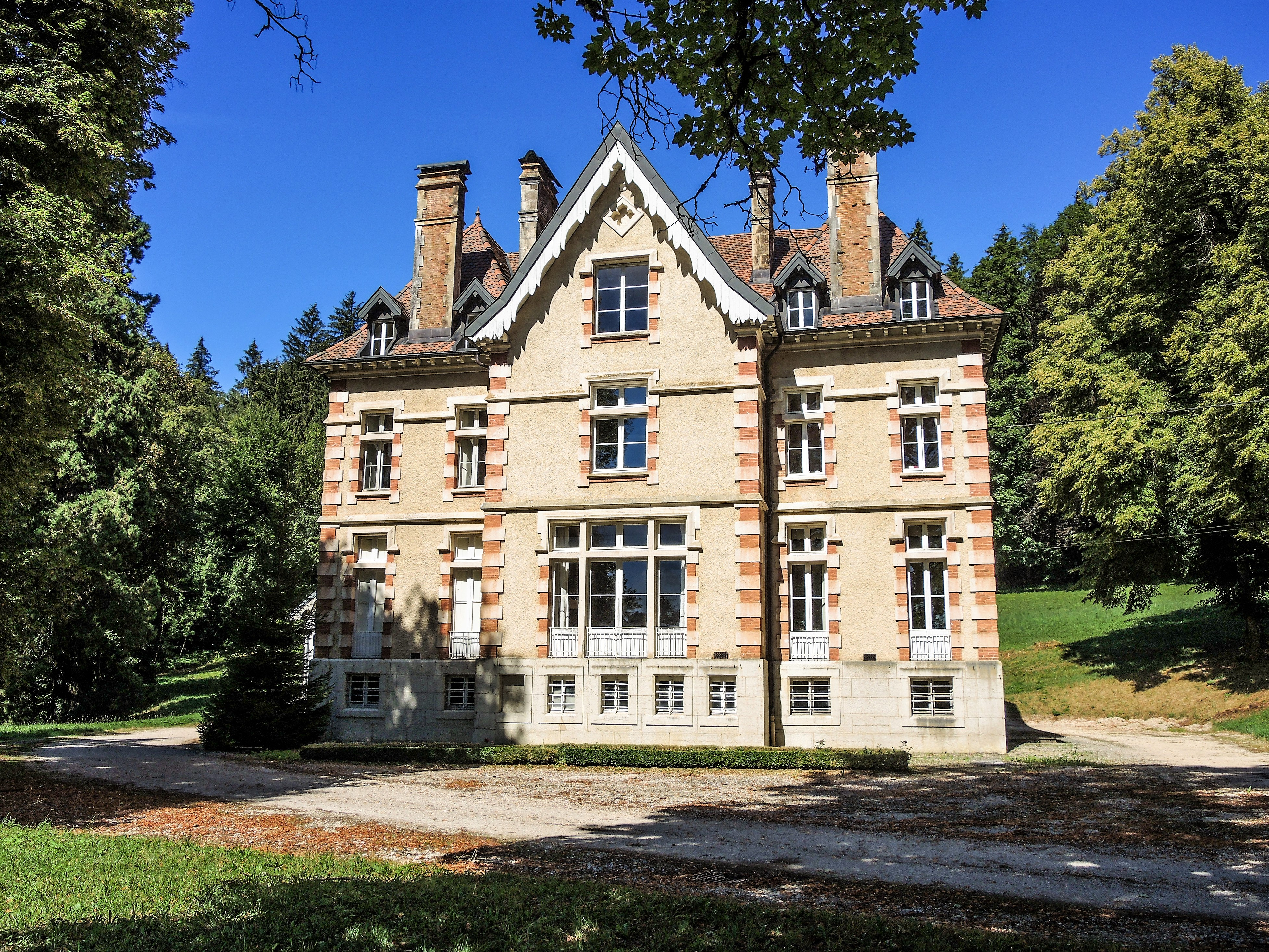
Le château de Mérode.
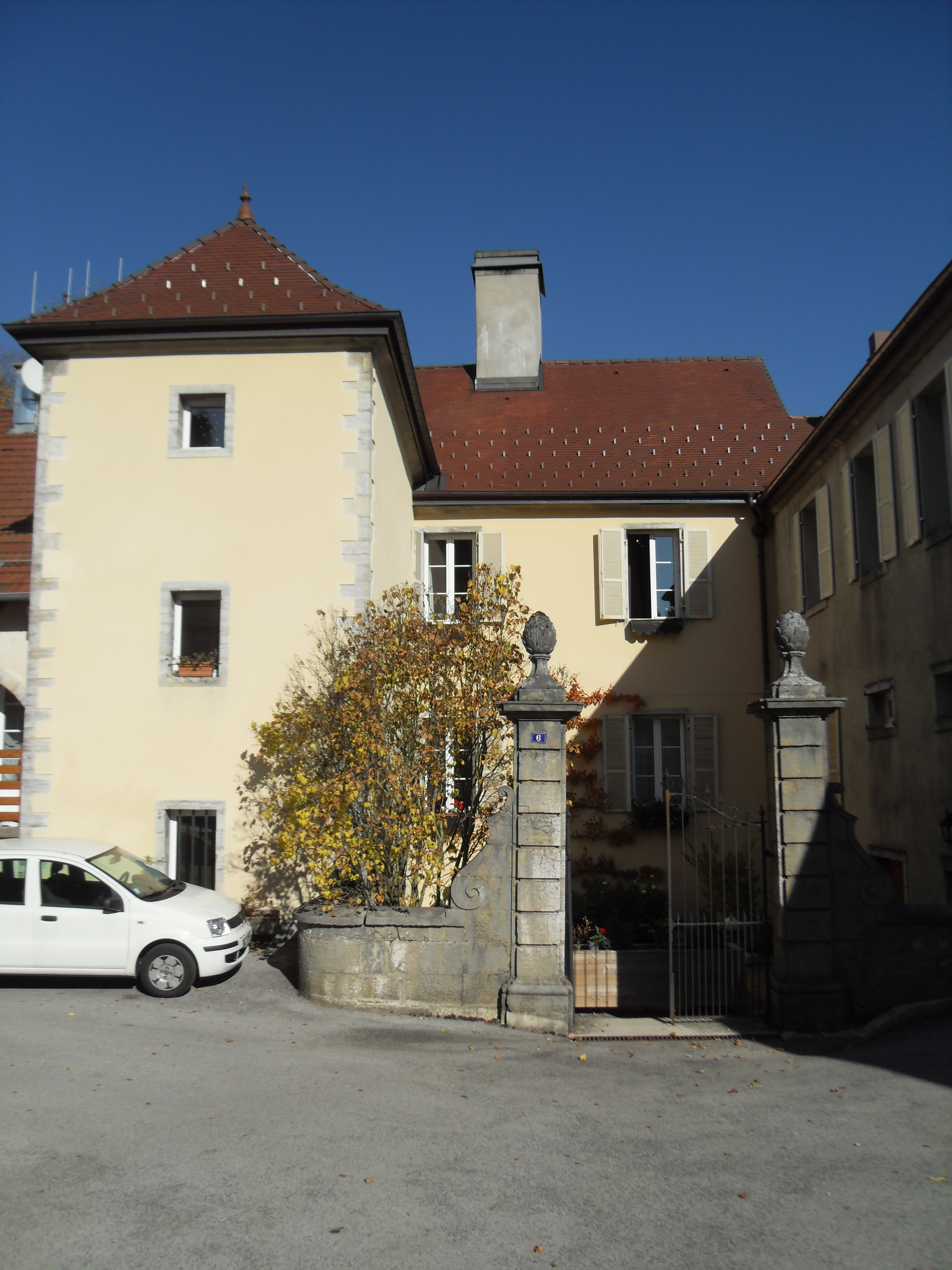
L'hôtel de Granvelle.

- L'église Saint-Pierre a été construite de 1753 à 1760 pour remplacer l'ancienne église qui avait subi des dégâts durant la guerre de Dix Ans et fut démolie par la suite. L'église est classée au titre des monuments historiques depuis 1990.
- La chapelle des Anges fut bâtie en 1482 sur les restes d'un ancien monastère dédié à saint Michel et reconstruite entre 1850 et 1851 par le Père Ducreux qui y repose depuis sa mort en 1869.

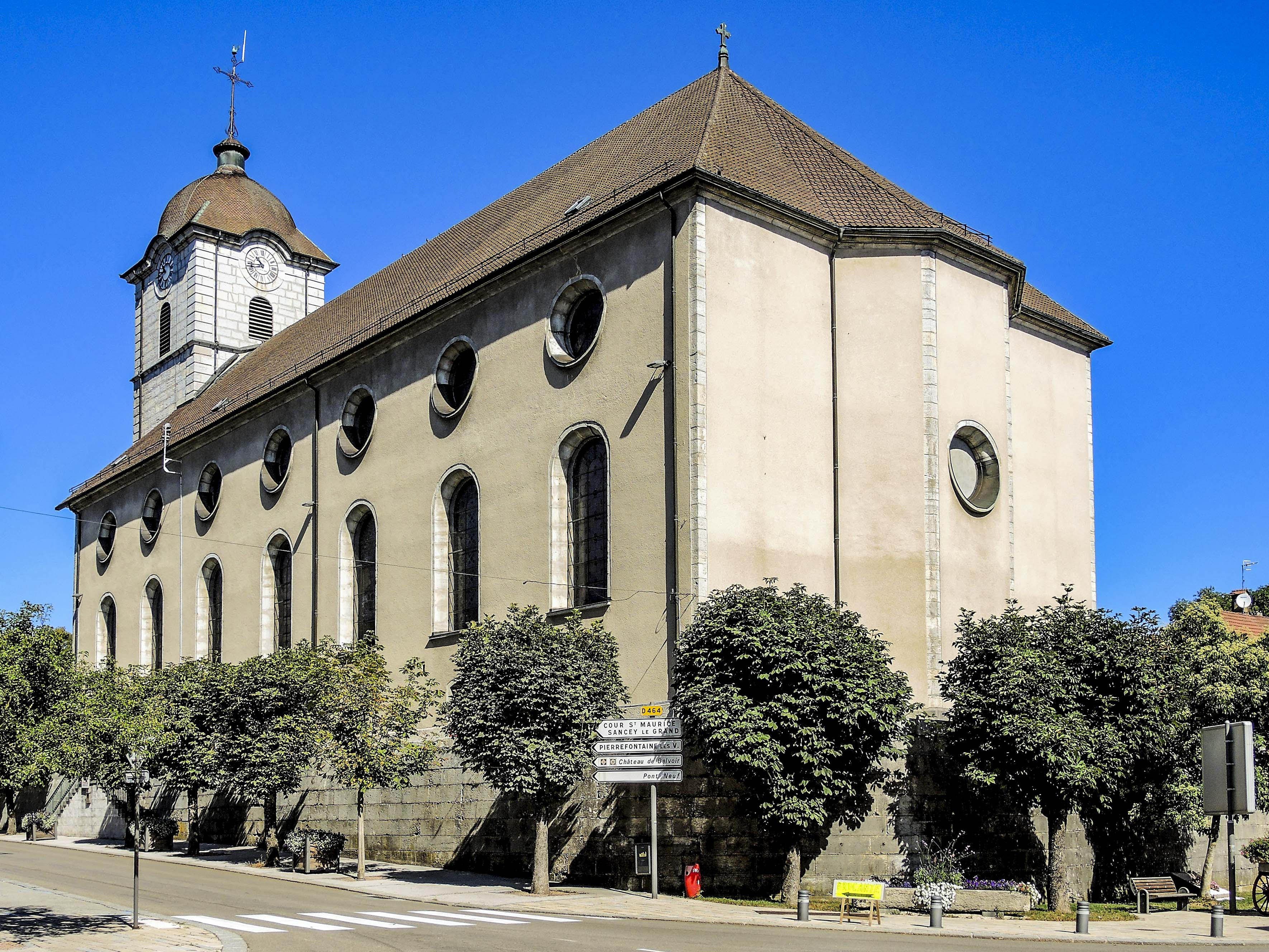
L'église Saint-Pierre.
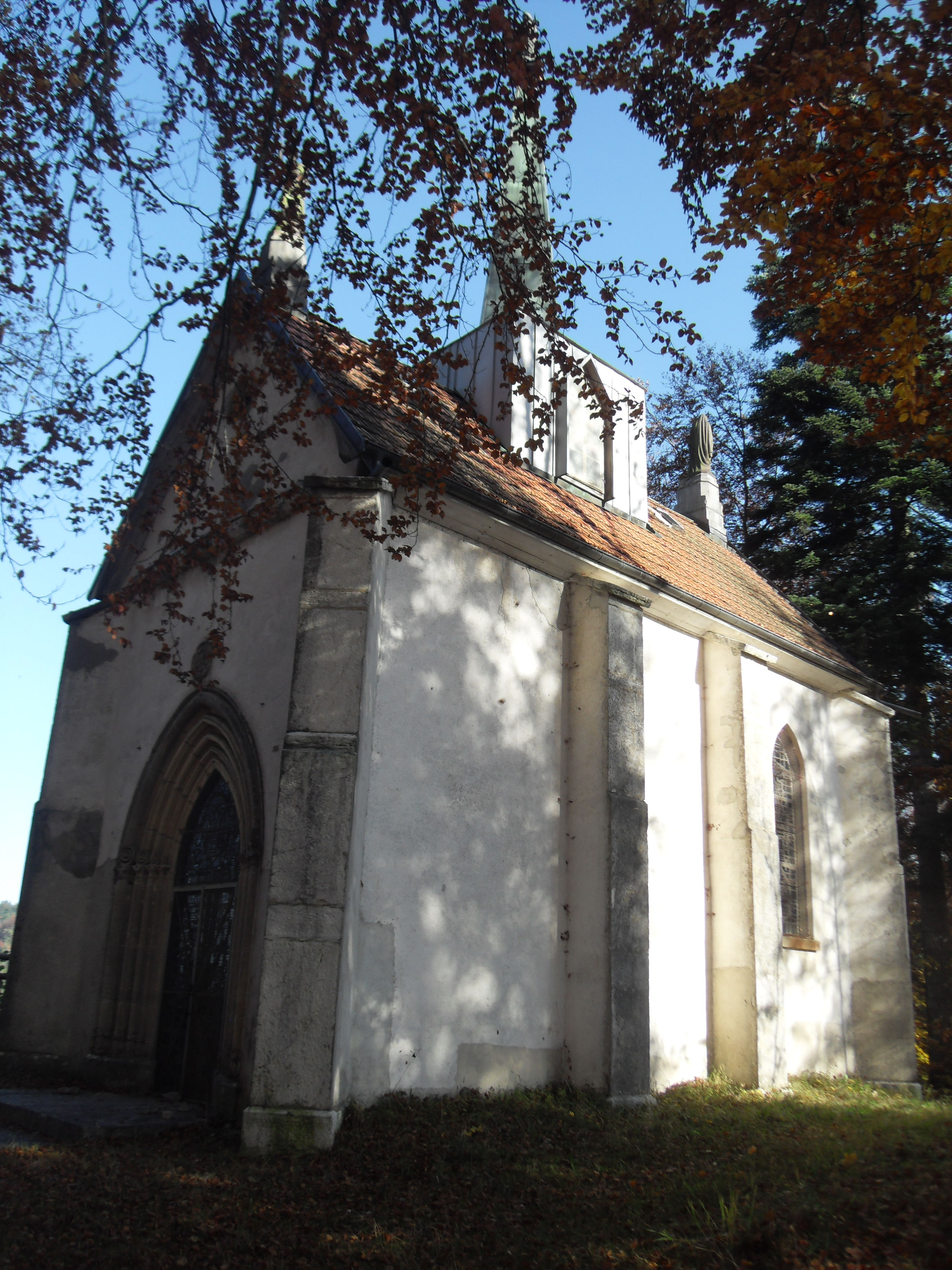
La chapelle des Anges.
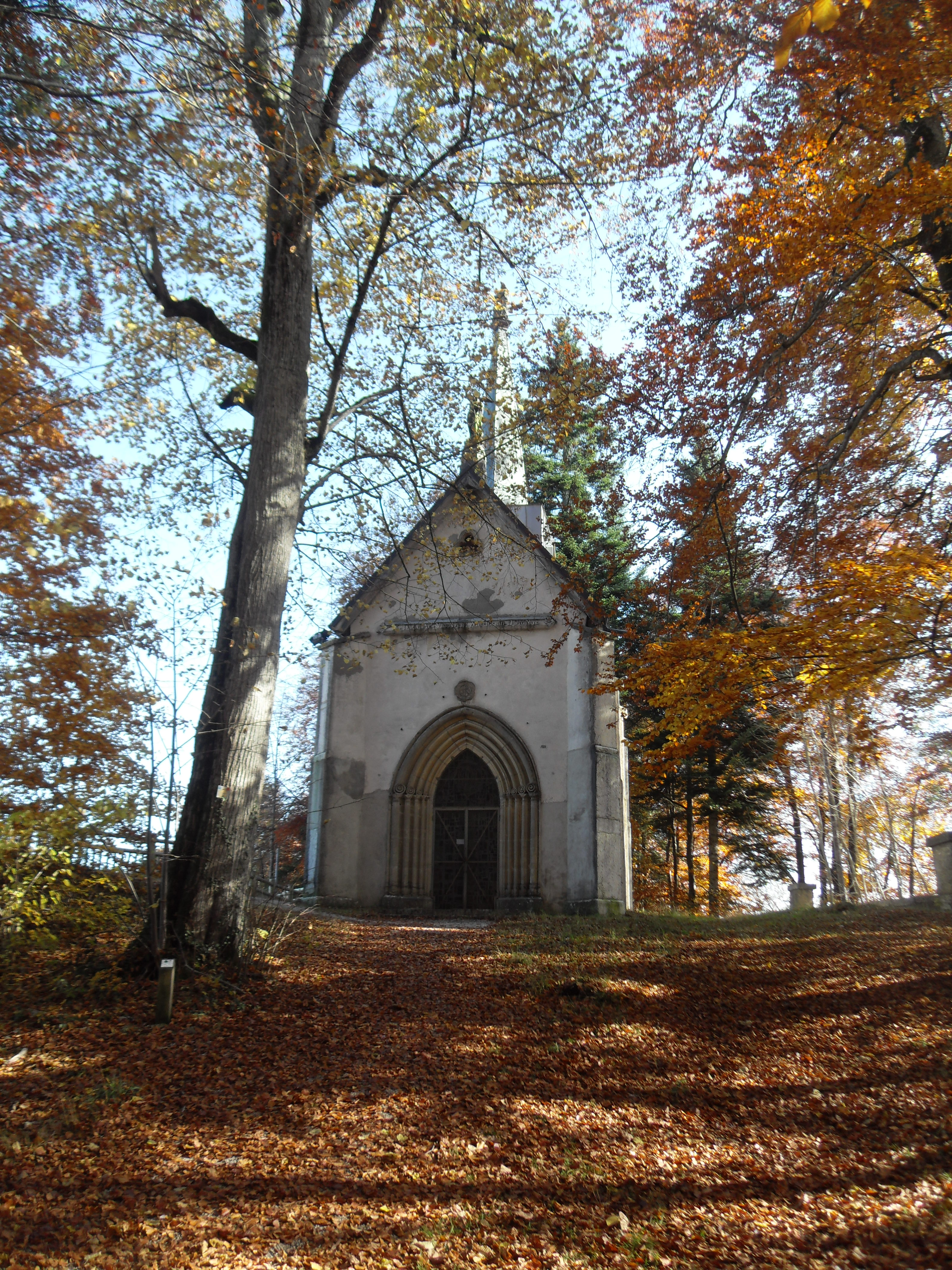
La chapelle des Anges.

### Équipements culturels

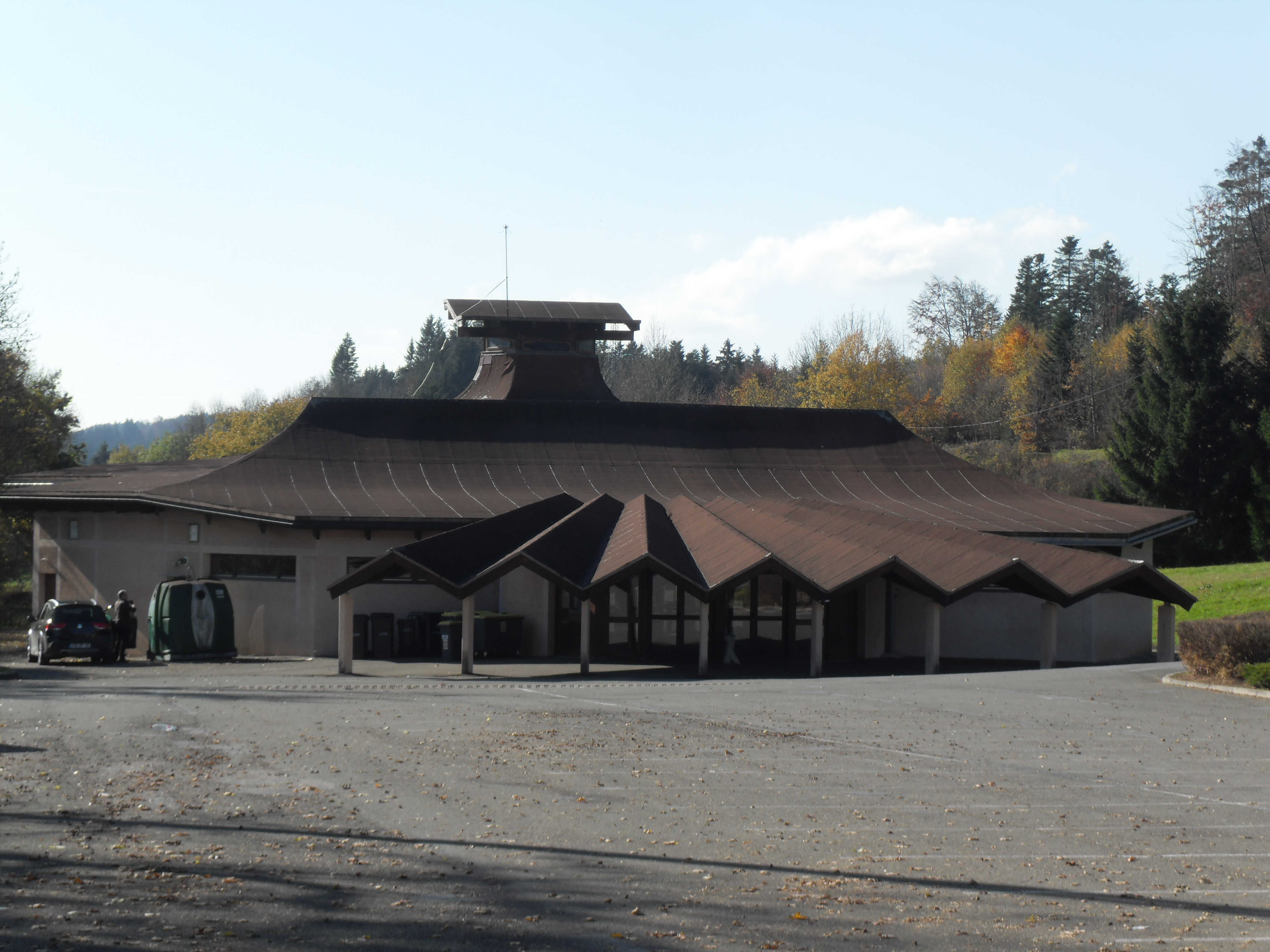
La salle des fêtes de Maîche.

La ville est équipée d'un cinéma, la salle Saint-Michel, où sont également donnés des représentations théâtrales et des concerts. La bibliothèque Louis Pergaud est installée dans le château du Désert. Une salle des fêtes accueille des expositions, des concerts, des spectacles.

#### Manifestations culturelles et festivités
Chaque année au mois de septembre depuis 1910 a lieu, sur le stade des Tuileries, le concours national du cheval de trait comtois rassemblant des centaines de chevaux et environ 5 000 visiteurs. Le carnaval de Maîche créé en 1991 et se déroulant chaque année au mois de mars, est un des plus importants de la région, avec un défilé de plus de 1 000 participants et 20 000 visiteurs. Le dernier week-end de septembre a lieu la fête patronale de la Saint-Michel, consistant de nos jours principalement en une fête foraine.

### Tourisme
Maîche est un centre touristique d'importance locale, point de départ vers les sites d'intérêt environnants tels que les échelles de la Mort, le cirque de Consolation ou vers les activités de plein air praticables en hiver (ski alpin, ski de fond, randonnée à raquettes, patin à glace) ou en été (VTT, via ferrata, randonnée, parcours aventure, pêche). Elle dispose pour héberger les touristes d'un camping trois étoiles (regroupant un gîte, des chalets de loisirs et des emplacements pour tentes et caravanes). La ville dépend de l'office de tourisme du Pays Horloger qui dispose d'un bureau au centre-ville.

### Personnalités liées à Maîche
- Joseph Ducreux (Maîche 1804 - Dijon 1869) Jésuite, prédicateur, il a combattu l'alcoolisme dans le Haut-Doubs. (Le curé et l'ivrogne : une histoire sociale et religieuse du haut Doubs au XIXe siècle). Il repose dans la chapelle des Anges[67].
- Victor Mauvais (1809-1854) - Homme politique né à Maîche et mort à Paris, député du Doubs, météorologue à l'Observatoire de Paris et membre de l'Académie des Sciences dans la section d'astronomie.
- Charles de Montalembert (1810-1870) - Journaliste, historien et homme politique, il a séjourné à de nombreuses reprises au château Montalembert.
- Werner de Merode (1816-1905) - Diplomate et homme politique, maire de Maîche.
- Pierre Chaillet (1900-1972) - Élève au petit séminaire de Maîche, prêtre, résistant, théologien et enseignant.
- Joseph Parrenin (1941) - Agriculteur et parlementaire, maire de Maîche de 1995 à 2014.
- Paul Decrind (1916-1995) - Peintre né à Maîche. Une rue de la ville et une salle du château du Désert portent son nom.
- Raphaëlle Tervel (1979-) - Joueuse internationale de handball, elle a fait ses débuts dans le club de La Jeanne d'Arc de Maîche de 1994 à 1996.

### Héraldique
|  | Blasonnement de Maîche - D'azur au chevron d'argent accompagné en chef à dextre d'une roue dentée, en chef à senestre d'un fer à cheval tourné en barre et en pointe d'une rose le tout d'or, à la bordure aussi d'azur chargée de dix-huit besants aussi d'or. - Le blason reprend les armes de la famille Guyot-Malseigne de Maîche ; la roue dentée évoque l'activité horlogère de la cité et un fer à cheval symbole de l'élevage du célèbre cheval comtois, le cheval de Maîche. Il a été reconnu comme blason officiel le 3 mai 1960 par le conseil municipal et le 16 juin 1960 par le ministre d’État chargé des affaires culturelles. |

## Pour approfondir